# 張無咎 (清朝官員)
張無咎（—17世纪），字惕斋，山东莱州促憚人。清朝政治人物。
雍正三年，擔任泉州府知府，后升任山西按察使。